# タリンク
タリンク（Tallink）は、エストニアの大手船会社。バルト海の航海のフェリーやRO-RO船を運航している。1965年にソ連がエストニアのタリンに作った船舶会社が始まり、1990年代より急成長をとげ、フィンランドの大手船会社シリヤラインを2006年に買収したほか、シーウインドライン、シーレイルなども傘下に収め、最大手になっている。
エストニアからフィンランドとスウェーデン、ラトビアからスウェーデン、フィンランドからドイツなどへの運航を行っている。

## 船舶

### 現在就航中の船
| 船名                   | タイプ   | 建造 | 就航 | 航路                                   | トン数  | 船籍         | 備考                                         |
| ---------------------- | -------- | ---- | ---- | -------------------------------------- | ------- | ------------ | -------------------------------------------- |
| マイスター             | フェリー | 2022 | 2022 | タリン – ヘルシンキ                    | 50,629t | エストニア   |                                              |
| メガスター             | フェリー | 2017 | 2017 | タリン – ヘルシンキ                    | 49,134t | エストニア   |                                              |
| バルティック・クイーン | フェリー | 2009 | 2009 | タリン – マリエハムン – ストックホルム | 48,900t | エストニア   |                                              |
| リーガル・スター       | Ro-Ro船  | 1999 | 2004 | パルディスキ – カペルシャー            | 15,281t | エストニア   |                                              |
| ロマンチカ             | フェリー | 2002 | 2002 | リガ - ストックホルム                  | 39,864t | ラトビア     | タリンク初の新造船。                         |
| シーウインド           | Ro-Ro船  | 1972 | 1989 | トゥルク - ストックホルム              | 15,587t | スウェーデン |                                              |
| シリヤ・フェスティバル | フェリー | 1986 | 2008 | リガ - ストックホルム                  | 34,414t | ラトビア     | シリヤラインからの移籍後も登録名に変更無し。 |
| スター                 | フェリー | 2007 | 2007 | タリン – ヘルシンキ                    | 36,249t | エストニア   |                                              |
| スーパースター         | フェリー | 2008 | 2008 | タリン – ヘルシンキ                    | 36,400t | エストニア   |                                              |
| ヴィクトリアI          | フェリー | 2004 | 2004 | タリン – マリエハムン – ストックホルム | 40,975t | エストニア   |                                              |
| シリヤ・ヨーロッパ     | フェリー | 1993 | 1993 | タリン - ヘルシンキ                    | 59,912t | エストニア   |                                              |

#### 傭船中の船
| 船名                         | タイプ   | 建造 | 期間      | 航路                              | トン数  | 船籍     | 備考                             |
| ---------------------------- | -------- | ---- | --------- | --------------------------------- | ------- | -------- | -------------------------------- |
| アトランティック・ビジョン   | フェリー | 2002 | 2008–2013 | ポルトーバスク - ノース・シドニー | 30,285t | カナダ   | マリン・アトランティックが傭船中 |
| ステナ・スーパーファストVIII | フェリー | 2001 | 2011–2014 | ベルファスト - ケアンライアン     | 30,285t | イギリス | ステナラインが傭船中             |
| ステナ・スーパーファストVII  | フェリー | 2001 | 2011–2014 | ベルファスト - ケアンライアン     | 30,285t | イギリス | ステナラインが傭船中             |
| レジーナ・バルティカ         | フェリー | 1980 | 2012–2012 | シェリンガム                      | 18,345t | ラトビア | 2012年2月よりホテルとして傭船中  |

#### シリヤライン所属の船
- シリヤ・シンフォニー
- シリヤ・セレナーデ
- バルティック・プリンセス
- ギャラクシー

## ギャラリー

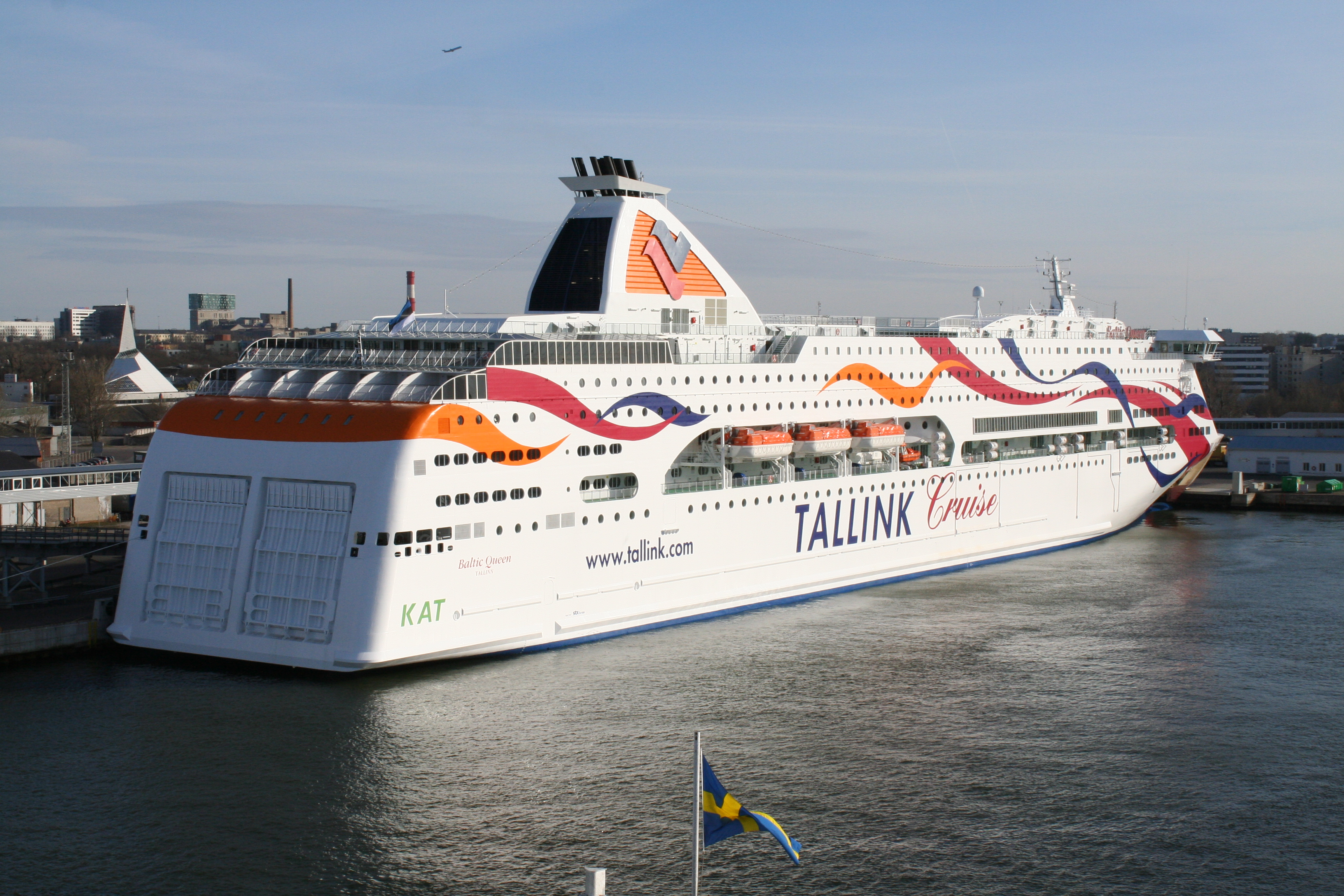
タリン港のバルティック・クイーン
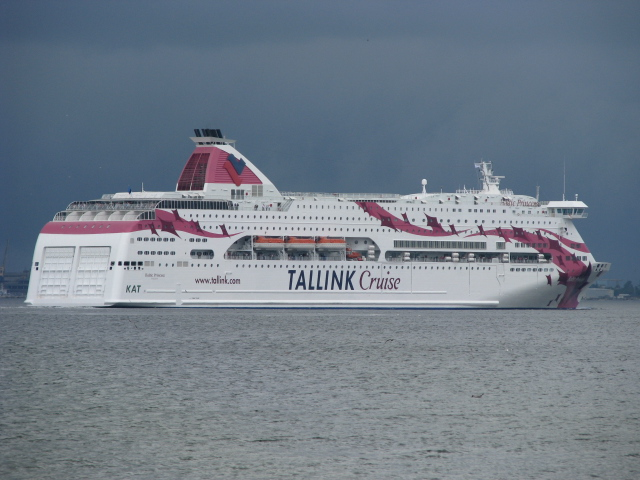
タリン港のバルティック・プリンセス